# Route nationale 356
La route nationale 356', ou RN 356' , est une route nationale française reliant le sud de Lille à Roubaix. La section entre l'A 22 et Roubaix a été déclassée en RD 656 en 2006 puis RM 656 a l'été 2019. Elle fait partie du ressort de la Direction interdépartementale des Routes Nord.
Auparavant, la RN 356 reliait Bapaume à Douai. À la suite de la réforme de 1972, elle a été déclassée en RD 956.
Voir l'ancien tracé de la RN 356 sur Google Maps

Un radar est apparu sur la RN 356, dans le sens Roubaix-Lille, le 15 novembre 2022. Sur cette voie rapide, la vitesse a été baissée à 70 km/h au 1er septembre 2022.

## Tracé de Lille à Roubaix (N 356 & M 656)
- Lille : Échangeur des autoroutes A 1 & A 25
- Pont de Fives
- Pont de Roubaix
- Échangeur N° 10 de l'A 22
- Wasquehal
- Tourcoing
- Roubaix

## Ancien tracé de Bapaume à Douai (D 956)
- Bapaume (km 0)
- Beugnâtre (km 3)
- Écoust-Saint-Mein (km 10)
- Bullecourt (km 12)
- Hendecourt-lès-Cagnicourt (km 15)
- Dury (km 21)
- Lécluse (km 25)
- Tortequesne (km 26)
- Férin (km 32)
- Courchelettes (km 33)
- Lambres-lez-Douai (km 34)
- Douai (km 36)